# Dennis the Menace (datorspel)
Dennis the Menace, i Europa bara känt som Dennis, är ett dator/TV-spel baserat på 1993 års film med samma namn.

## Handling
Dennis, med vapen som slangbella och vattenpistol, skall stoppa en tjuv, som lyckats ta sig till Dennis stad med tåget. Banorna utspelar sig bland annat i familjen Wilsons hus, utanför huset, ett pannrum och slutligen strid mot tjuven. Det finns hål i marken, vissa av dem är dödliga, andra leder till hemliga rum.

### Fotnoter
1. ↑  ”Dennis the Menace” (på engelska). Mobygames. Arkiverad från originalet den 6 april 2014. https://web.archive.org/web/20140406222244/http://www.mobygames.com/game/dennis. Läst 18 juni 2014.